# Coupe intercontinentale 1964
La Coupe intercontinentale 1964 est la cinquième édition de la Coupe intercontinentale de football. Elle oppose lors d'un match aller-retour le club italien de l'Inter Milan, vainqueur de la Coupe des clubs champions européens 1963-1964, au club argentin du CA Independiente, vainqueur de la Copa Libertadores 1964. Il s'agit de la première apparition de ces deux équipes dans cette compétition.
Le vainqueur est décidé selon le barème suivant : deux points pour une victoire, un point pour un match nul et zéro point pour une défaite. En cas d'égalité, un match d'appui est joué.
Le match aller se déroule à La Doble Visera d'Avellaneda, le 9 septembre 1964 devant 65 000 spectateurs et est arbitré par le Brésilien Armando Marques. Les Argentins s'imposent sur le score de 1-0. Le match retour a lieu au stade Giuseppe-Meazza de Milan, le 23 septembre 1964 devant 50 164 spectateurs. La rencontre arbitrée par le Hongrois Jenő Gere est remportée par l'Inter sur le score de 2-0.
Les deux clubs ayant le même nombre de points à l'issue de la double confrontation, un match d'appui est joué le 26 septembre 1964 au stade Santiago-Bernabéu de Madrid, arbitré par l'Espagnol José María Ortiz de Mendíbil. L'Inter Milan s'impose après prolongation sur le score de 1-0 et remporte ainsi sa première Coupe intercontinentale.

## Feuilles de match

### Match aller
| Match aller      | CA Independiente         | 1 - 0   | Inter Milan | La Doble Visera, Avellaneda                      |                                                  |
| 9 septembre 1964 | Mario Rodríguez (en) 59e | (0 – 0) |             | Spectateurs : 65 000 Arbitrage : Armando Marques | Spectateurs : 65 000 Arbitrage : Armando Marques |
| 9 septembre 1964 | (Rapport)                |         |             | Spectateurs : 65 000 Arbitrage : Armando Marques | Spectateurs : 65 000 Arbitrage : Armando Marques |

| Independiente | Inter |

| Independiente :     |                         |
|                     |                         |
| G                   | Miguel Ángel Santoro    |
| D                   | Juan Carlos Guzmán (it) |
| D                   | Tomás Rolan (es)        |
| D                   | Roberto Ferreiro        |
| D                   | David Acevedo           |
| M                   | Jorge Maldonado (es)    |
| M                   | Raúl Bernao (en)        |
| A                   | Osvaldo Mura (es)       |
| A                   | Pedro Prospitti (it)    |
| A                   | Mario Rodríguez (en)    |
| A                   | Raúl Savoy (es)         |
| Entraîneur :        |                         |
| Manuel Giúdice (en) |                         |

| Inter Milan :   |                        |
|                 |                        |
| G               | Giuliano Sarti         |
| D               | Tarcisio Burgnich      |
| D               | Giacinto Facchetti     |
| D               | Carlo Tagnin           |
| D               | Aristide Guarneri      |
| M               | Armando Picchi         |
| A               | Jair da Costa          |
| A               | Sandro Mazzola         |
| A               | Joaquín Peiró          |
| A               | Luis Suárez Miramontes |
| A               | Mario Corso            |
| Entraîneur :    |                        |
| Helenio Herrera |                        |

### Match retour
| Match retour      | Inter Milan            | 2 - 0   | CA Independiente | Stade Giuseppe-Meazza, Milan               |                                            |
| 23 septembre 1964 | Mazzola 8e · Corso 39e | (2 - 0) | 76e Ferreiro     | Spectateurs : 50 164 Arbitrage : Jenő Gere | Spectateurs : 50 164 Arbitrage : Jenő Gere |
| 23 septembre 1964 | (Rapport)              |         |                  | Spectateurs : 50 164 Arbitrage : Jenő Gere | Spectateurs : 50 164 Arbitrage : Jenő Gere |

| Inter | Independiente |

| Inter Milan :   |                        |
|                 |                        |
| G               | Giuliano Sarti         |
| D               | Tarcisio Burgnich      |
| D               | Giacinto Facchetti     |
| D               | Saul Malatrasi         |
| D               | Aristide Guarneri      |
| M               | Armando Picchi         |
| M               | Jair da Costa          |
| A               | Sandro Mazzola         |
| A               | Aurelio Milani         |
| A               | Luis Suárez Miramontes |
| A               | Mario Corso            |
| Entraîneur :    |                        |
| Helenio Herrera |                        |

| Indepediente :      |                          |
|                     |                          |
| G                   | Miguel Ángel Santoro     |
| D                   | José Paflik              |
| D                   | Raúl Decaria (es)        |
| D                   | Roberto Ferreiro         |
| D                   | David Acevedo            |
| M                   | Jorge Maldonado (es)     |
| A                   | Luis Ernesto Suárez (pt) |
| A                   | Osvaldo Mura (es)        |
| A                   | Pedro Prospitti (it)     |
| A                   | Mario Rodríguez (en)     |
| A                   | Raúl Savoy (es)          |
| Entraîneur :        |                          |
| Manuel Giúdice (en) |                          |

### Match d'appui
| Match d'appui                   | Inter Milan | 1 - 0ap | CA Independiente | Stade Santiago-Bernabéu, Madrid                               |                                                               |
| 26 septembre 1964 20 h 30 UTC+1 | Corso 111e  | (0 - 0) |                  | Spectateurs : 25 000 Arbitrage : José María Ortiz de Mendíbil | Spectateurs : 25 000 Arbitrage : José María Ortiz de Mendíbil |
| 26 septembre 1964 20 h 30 UTC+1 | (Rapport)   |         |                  | Spectateurs : 25 000 Arbitrage : José María Ortiz de Mendíbil | Spectateurs : 25 000 Arbitrage : José María Ortiz de Mendíbil |

| Inter | Independiente |

| Inter Milan :   |                        |
|                 |                        |
| G               | Giuliano Sarti         |
| D               | Carlo Tagnin           |
| D               | Giacinto Facchetti     |
| D               | Saul Malatrasi         |
| D               | Aristide Guarneri      |
| M               | Armando Picchi         |
| M               | Angelo Domenghini      |
| A               | Joaquín Peiró          |
| A               | Aurelio Milani         |
| A               | Luis Suárez Miramontes |
| A               | Mario Corso            |
| Entraîneur :    |                        |
| Helenio Herrera |                        |

| Indepediente :      |                          |
|                     |                          |
| G                   | Miguel Ángel Santoro     |
| D                   | Juan Carlos Guzmán (it)  |
| D                   | Raúl Decaria (es)        |
| D                   | José Paflik              |
| D                   | David Acevedo            |
| M                   | Jorge Maldonado (es)     |
| A                   | Raúl Bernao (en)         |
| A                   | Luis Ernesto Suárez (pt) |
| A                   | Pedro Prospitti (it)     |
| A                   | Mario Rodríguez (en)     |
| A                   | Raúl Savoy (es)          |
| Entraîneur :        |                          |
| Manuel Giúdice (en) |                          |